# Matayba kavanayena
Matayba kavanayena là một loài thực vật có hoa trong họ Bồ hòn. Loài này được (Steyerm.) Steyerm. mô tả khoa học đầu tiên năm 1966.